# Isabel Lizarraga
Isabel Lizarraga Vizcarra es una profesora, investigadora y escritora española.

## Biografía
Nacida en Tudela (Navarra) es licenciada en Filosofía y Letras -División de Filología (Sección de Filología Hispánica)- por la Universidad de Zaragoza y licenciada en Derecho por la Universidad de La Rioja. En el 2004 obtuvo el Diploma de Estudios Avanzados por el Departamento de Derecho Civil de la Universidad de La Rioja.
Es profesora de Lengua Castellana y Literatura en Educación Secundaria Obligatoria y Bachillerato y actualmente está destinada en Logroño. Es estudiosa de la figura de María Lejárraga, así como de las escritoras y feministas de comienzos del siglo XX.
Es coautora, junto a Juan Aguilera, de la obra Federico García Lorca y el Teatro Clásico. La versión escénica de 'La dama boba', publicada por la Universidad de La Rioja, una revisión crítica de la adaptación que el poeta granadino hizo sobre el original de Lope de Vega. El Ministerio de Cultura anunció el hallazgo de la adaptación de García Lorca en 2008, siete años después de publicarse el libro.
Su trayectoria ha sido reconocida con el Premio Mujeres en el Arte 2017.

## Publicaciones

### Novelas
- Escrito está en mi alma, Ayuntamiento de Toledo, marzo de 2009 (edición no venal).
- Cándida, ed. Buscarini, Logroño, 2012.
- La canción de mi añoranza. Isabel Oyarzábal, Embajadora de la República, ed. Siníndice, Logroño, 2013.
- La Tierra era esto, ed. Atlantis, Aranjuez, 2014.
- La escuela de la vida, ed. Siníndice, 2017.
- Pájaros de cuenta, ed. La Cabaña del Loco, 2019.
- Luz ajena. El enigma de María Lejárraga, Espuela de Plata (Ed. Renacimiento), mayo de 2020.
- ¡Que venga "la Julia"! Julia Álvarez Resano, la navarra que enardeció multitudes, Eunate ediciones, 2020.

### Cuentos
- Corazón loco, Asamblea de Mujeres y Ayuntamiento de Estella-Lizarra, 28 de noviembre de 2008 (edición no venal).
- 'Escorzo en el aire', en La inauguración, Ayuntamiento de Logroño y Fundación CajaRioja, Logroño, 2009.
- Imago hominis, Ayuntamiento de Zaragoza, 2010 (edición no venal).
- 'Había una vez…', en Cuentos con el mismo papel, Ayuntamiento de Logroño, 2010.
- Venturoso viaje de vuelta, De Buena Fuente, 15 de julio de 2011, págs. 4 y 5.
- 'Las letras y las voces', en Miradas y letras II en el Camino de la Lengua castellana, Fundación Camino de la Lengua Castellana, Logroño, 2011, pág. 70.
- 'La rosa de los tiempos', en Antología de Ciencia Ficción 2099, edición de Miguel Ángel de Rus y Félix Díaz González, Madrid, Ediciones Irreverentes, 2012, pp. 509-516.
- 'Mitad y mitad, igual a medio', en Cuando quieras mirar a las nubes, Miami USA, La Pereza Ediciones, 2013, pp. 17-21.
- “El viejo factor”, en Turia, revista cultural, núm. 113-114, Teruel, Instituto de Estudios Turolenses, marzo-mayo de 2015, pp.72-79.

## Premios literarios
- Accésit del VI Concurso de Narrativa Femenina “Princesa Galiana”, de Toledo, en 2007, con la obra La crónica que nunca envié.
- Primer Premio del XII Certamen Literario “María de Maeztu”, de Estella (Navarra), en 2008, con la obra Corazón loco.
- Accésit del VII Concurso de Narrativa Femenina “Princesa Galiana”, de Toledo, en 2008, con la obra Escrito está en mi alma
- Accésit del XXII Premio de Narración Breve ‘De Buena Fuente’, de Logroño, en 2009, con la obra Escorzo en el aire.
- Finalista del V “Premi Delta de narrativa escrita per dones”, en 2009, con la obra Cándida, femenino plural.
- Primer Premio del II Certamen Nacional de Literatura Infantil y Juvenil “Con el mismo papel” 2009 en la modalidad de Cuento, en Logroño, con la obra Había una vez…
- Primer Premio del XIV Concurso de Relatos 2010 “8 de marzo Día Internacional de la Mujer”, patrocinado por el Ayuntamiento de Zaragoza con la obra Imago hominis
- Primer Premio del III Certamen Nacional de Literatura Infantil y Juvenil “Con el mismo papel” 2010 en la modalidad de Cuento, en Logroño, con la obra ¿Ariel o Ariel?
- Finalista en el II Certamen Relato Hiperbreve “Camino de la Lengua Castellana 2010” con la obra Las letras y las voces
- Primer premio en el XXIV Premio de Narración Breve ‘De Buena Fuente’, de Logroño, en 2011, con la obra Venturoso viaje de vuelta
- Premio Internacional de Cuentos para Niñ@s La Pereza 2013 con Mitad y mitad, igual a medio
- Premio Mujeres en el Arte 2017
- I Premio de Literatura Ilustrada Villa de Nalda e Islallana con La escuela de la vida.

## Publicaciones académicas

### Libros
- Federico García Lorca y el teatro clásico. La versión escénica de La dama boba, Logroño, Universidad de La Rioja, 2001 (en colaboración con Juan Aguilera Sastre).
- María Lejárraga, Pedagoga. Cuentos breves y otros textos, I.E.R., La Rioja, 2004.
- El derecho de rectificación, Aranzadi, Pamplona, 2005.
- Federico García Lorca y el teatro clásico. La versión escénica de La dama boba, Logroño, Universidad de La Rioja, 2009 (en colaboración con Juan Aguilera Sastre). Segunda edición, corregida.
- María Martínez Sierra, Cómo sueñan los hombres a las mujeres, edición, introducción y notas de Juan Aguilera Sastre e Isabel Lizarraga Vizcarra, Logroño, Instituto de Estudios Riojanos, 2009.
- María Martínez Sierra, Tragedia de la perra vida y otras diversiones. Teatro del exilio (1939-1974), edición, introducción y notas de Juan Aguilera Sastre e Isabel Lizarraga Vizcarra, Sevilla, Renacimiento, 2009.
- De Madrid a Ginebra. El feminismo español y el VIII Congreso de la Alianza Internacional para el Sufragio de la Mujer, Barcelona, Icaria (en colaboración con Juan Aguilera Sastre) 2010.
- María de la O Lejárraga. Viajes de una gota de agua, edición, introducción y notas de Juan Aguilera Sastre e Isabel Lizarraga Vizcarra, Sevilla, Espuela de Plata, 2018.
- Clara Campoamor. La forja de una feminista. Artículos periodísticos 1920-1921, edición de Isabel Lizarraga Vizcarra y Juan Aguilera Sastre, Sevilla, Renacimiento, 2019.
- Clara Campoamor. Del Foro al Parlamento. Artículos periodísticos 1925-1934, edición de Isabel Lizarraga Vizcarra y Juan Aguilera Sastre, Sevilla, Renacimiento, 2021[3]

### Artículos
- “Los tres primeros montajes de ‘Amor de Don Perlimplín con Belisa en su jardín’, de F. García Lorca. Breve historia de tres experimentos teatrales”, Madrid, Boletín de la Fundación Federico García Lorca, n.º 12, 1987, (en colaboración con Juan Aguilera Sastre).
- “Primeros ensayos de La Barraca: una entrevista olvidada de Lorca”, Madrid, Boletín de la Fundación Federico García Lorca, n.º 16, 1988, (en colaboración con Juan Aguilera Sastre).
- “Libertad (1931), de María Martínez Sierra: la mujer española frente al Código Civil”, en María Martínez Sierra y la República: ilusión y compromiso, Logroño, Instituto de Estudios Riojanos, 2002, pp. 35-81 (dentro de las II Jornadas sobre María Lejárraga en el Ateneo Riojano, celebradas del 23 de octubre al 8 de noviembre de 2001). Texto: .
- “Colombine en Logroño, 1912 (Apuntes para una historia del feminismo riojano)”, Berceo, n.º 147, Logroño, Instituto de Estudios Riojanos, 2004, pp. 41-54. Texto: .
- “María Lejárraga, sufragista: El VIII Congreso de la Alianza Internacional para el Sufragio de la Mujer (1920)”, en Juan Aguilera Sastre (ed.), María Martínez Sierra: Feminismo y música, Logroño, Instituto de Estudios Riojanos, 2008, pp. 31-77.
- “El control social y la educación de las mujeres jóvenes pakistaníes de Logroño”, en Investigación y género. Logros y retos, en el III Congreso Universitario Nacional, Investigación y Género. Universidad de Sevilla. 16 al 17 de junio de 2011, Vázquez Bermúdez, I. (coord.), (ISBN: 978-84-936484-3-5); pág. 759-768, edición digital (en colaboración con Goicoechea Gaona, M. A. y Suberviola Ovejas, I.).
- “Isabel Oyarzábal Smith: autobiografía y memoria”, en Brocar, n.º 35, Logroño, Universidad de La Rioja, 2011, pp. 39-63. Texto: .
- “La educación de las jóvenes pakistaníes en La Rioja a través de su mirada”. En Mujeres que miran a mujeres: la comunidad pakistaní, Logroño, Universidad de La Rioja, 2012, pp. 133-189 (en colaboración con Goicoechea Gaona, M. A. y Suberviola Ovejas, I.).
- “El color de la nostalgia (María Lejárraga y Buenos Aires)”, en María Teresa González de Garay y José Díaz-Cuesta (ed.): El exilio literario de 1939, 70 años después, Logroño: Universidad de La Rioja, 2013, pp. 255-264. Texto:

## Enlaces
- Datos: Q20016908